# 1764 en architecture
| Années de l'architecture : 1761 - 1762 - 1763 - 1764 - 1765 - 1766 - 1767    |
| Décennies de l'architecture : 1730 - 1740 - 1750 - 1760 - 1770 - 1780 - 1790 |

Cet article présente les faits marquants de l'année 1764 en architecture.

## Réalisations

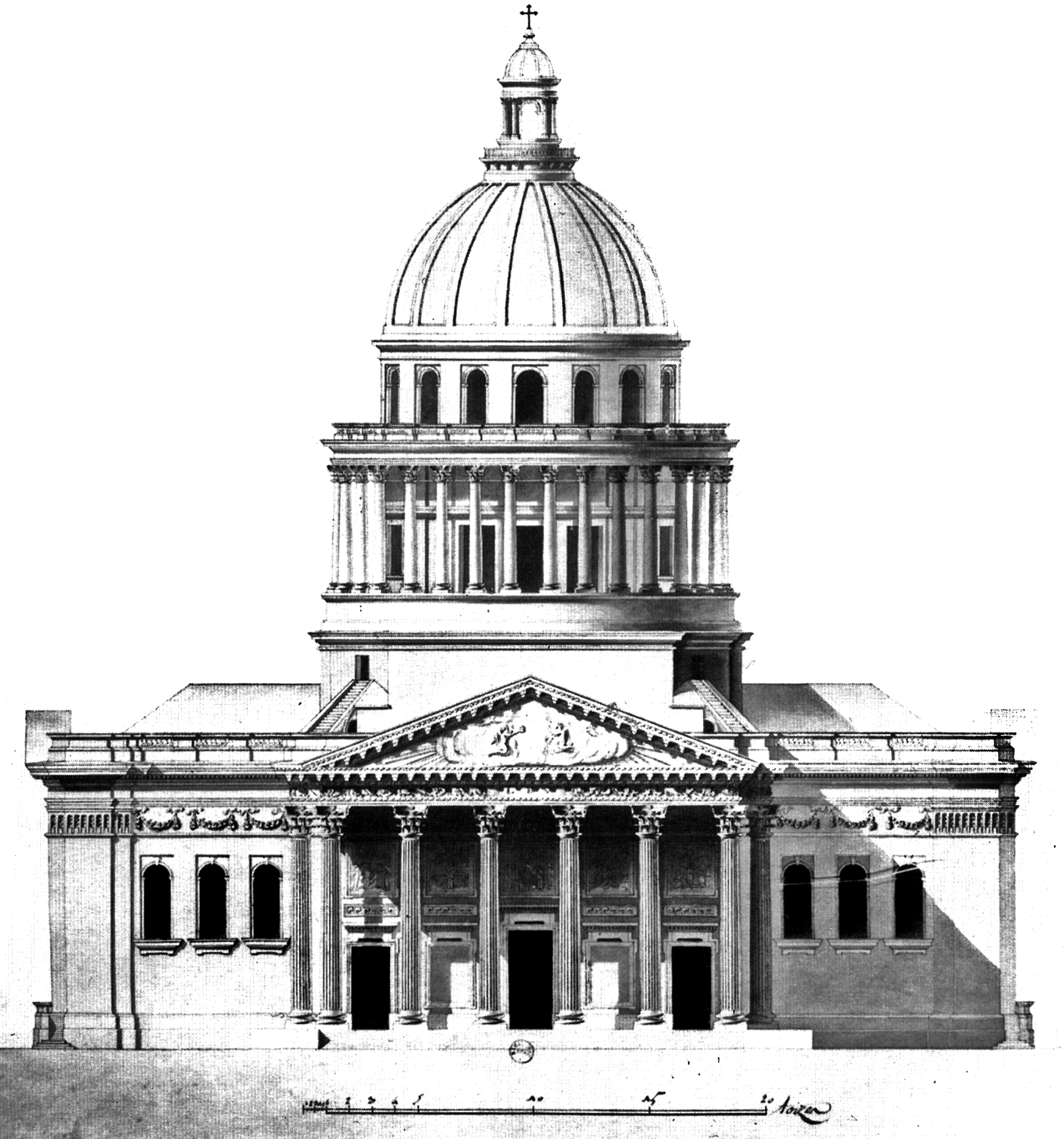
Façade principale de l’église Sainte-Geneviève réalisée par Jacques-Germain Soufflot

- 7 avril : Inauguration par Charles III d'Espagne du nouveau Palais royal de Madrid, le palais d’Orient.
- Construction de l’église Sainte-Geneviève (Panthéon de Paris) par Soufflot (1764-1780) puis Rondelet (1780-1789), achevé en 1812.
- Construction de l’Ermitage à Saint-Pétersbourg par Vallin de La Mothe.
- Fin de la reconstruction de l'abbaye aux Hommes de Caen, commencée en 1704
- Palais Seinsheim à Munich, palais de ville en style rococo tardif.

## Événements
- x

## Récompenses
- Prix de Rome (sujet : « un collège sur un terrain de soixante-et-dix toises ») : Adrien Mouton (premier prix) ; Pierre d'Orléans (deuxième prix).

## Naissances
- 1er mai : Benjamin Latrobe († 3 septembre 1820).
- 19 juin : Jean-Charles Krafft († 18 décembre 1833).
- 9 juillet : Louis-Pierre Baltard († 22 janvier 1846).
- Joseph Bénard (†1824).

## Décès
- 14 septembre : Claude-Louis d'Aviler.